# Revólver de cano curto

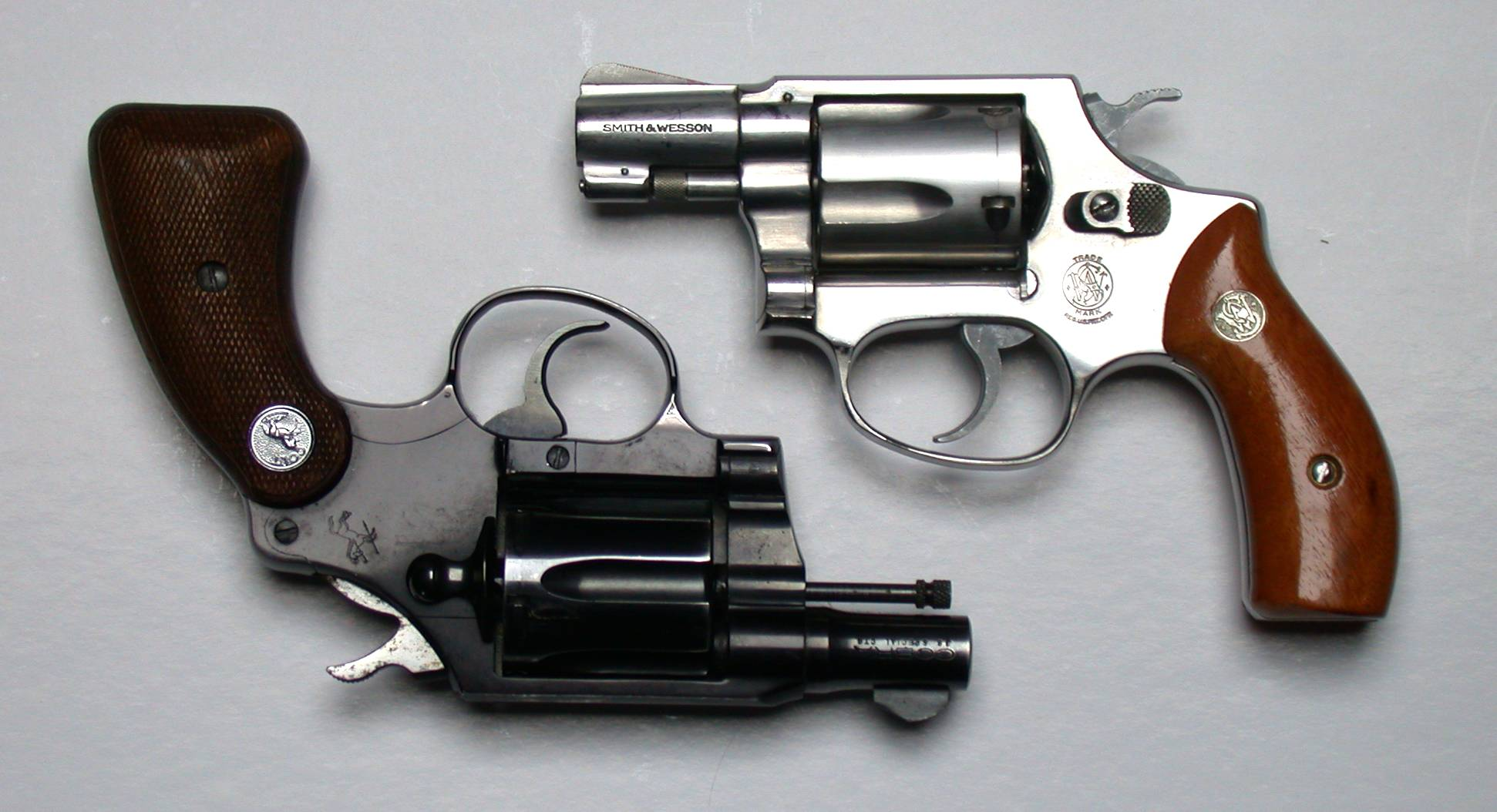
Revólveres de cano curto da S&W e da Colt

Revólver de cano curto ("snubnosed" em inglês) é a designação genérica para qualquer revólver de quadro pequeno, médio ou grande com um cano curto (ou "encurtado" a partir de uma versão de tamanho padrão), geralmente de 3 polegadas (76,2 milímetros) ou menos de comprimento. Revólveres menores geralmente são feitos com o cão "cortado" ou "embutido", e existem até modelos "sem cão", todos permitindo que a arma seja sacada rapidamente, com pouco risco de prender na roupa. Os modelos embutidos e sem cão podem até ser disparados através de um casaco ou bolso do casaco. O design desses revólveres sacrifica poder e alcance em favor de manobrabilidade e ocultação.

## História

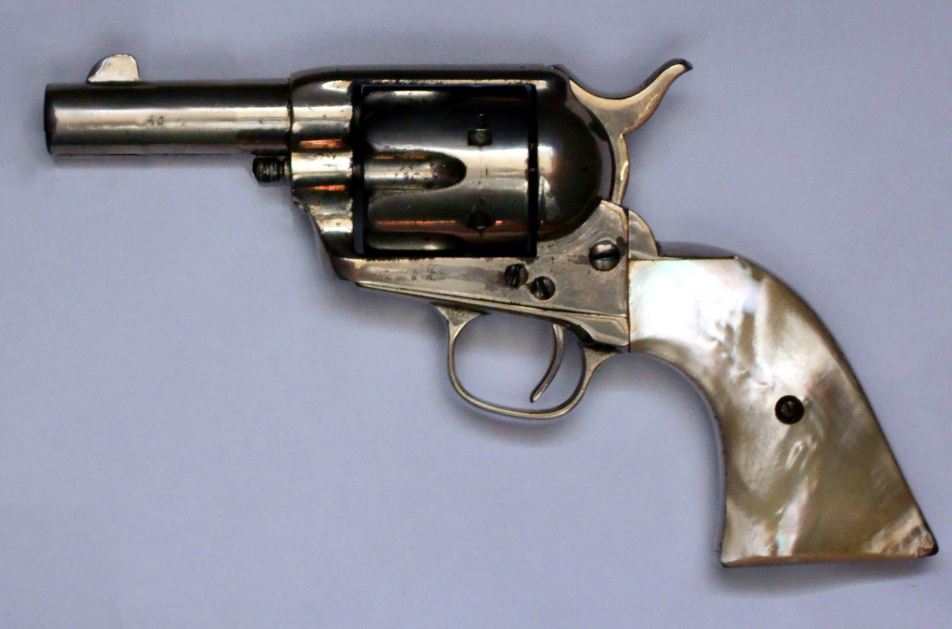
Um Colt Single Action Army de cano curto "Sheriff's Model".

Os primeiros revólveres de cano curto foram baseados no Colt Single Action Army com o cano encurtado para 3 polegadas (76,2 milímetros) e sem as hastes ejetoras, oficialmente chamados de "Sheriff's Model" e "Storekeeper's Model", também conhecidos não oficialmente como "Banker's Special". Os modelos de cano de 4 ¾" eram conhecidos como "Gunfighter". Os modelos de cano de 5 ½" foram chamados de "Artillery", "Cattleman" ou "Cowboy". E os modelos de cano de 7 ½" foram chamados de "Army", "Cavalry" e "Standard".

## Exemplos
- British Bull Dog revolver
- Colt M1877
- Smith & Wesson Safety Hammerless
- FitzGerald Special
- Colt Police Positive Special
- Colt New Service
- Colt Detective Special
- Smith & Wesson Model 10
- Smith & Wesson Model 36
- Smith & Wesson Centennial
- Smith & Wesson Bodyguard
- Colt Cobra
- Smith & Wesson Model 12
- Dan Wesson Model 15-2
- Charter Arms Bulldog
- Taurus Model 85
- Taurus Model 605
- Smith & Wesson Model 29
- Ruger SP101
- Smith & Wesson Model 500
- Smith & Wesson Model 460
- Ruger Alaskan
- Ruger LCR
- Taurus Judge
- Smith & Wesson Governor